# Unbreakable: A Retrospective 1990-2006
Unbreakable: A Retrospective 1990–2006 é uma coletânea de músicas da banda de rock alternativo The Afghan Whigs, lançada em 5 de junho de 2007 pela Rhino Records.
O álbum foi lançado seis anos após o término da banda em 2001. A mais recente formação, vista pela última vez no álbum 1965 de 1998 e na sua turnê subsequente, se reuniu no fim de 2006 para gravar duas novas músicas para o projeto, "Magazine" e "I'm a Soldier".

## Faixas
Todas as faixas foram compostas por Greg Dulli, exceto onde indicado.
| N.º | Título                 | Duração |  |
| 1.  | "Retarded"             | 3:26    |  |
| 2.  | "Crazy"                | 4:05    |  |
| 3.  | "Turn On The Water"    | 4:18    |  |
| 4.  | "Debonair"             | 4:14    |  |
| 5.  | "I'm A Soldier"        | 4:21    |  |
| 6.  | "66"                   | 3:24    |  |
| 7.  | "Be Sweet"             | 3:39    |  |
| 8.  | "Come See About Me"    | 3:48    |  |
| 9.  | "Uptown Again"         | 3:12    |  |
| 10. | "What Jail Is Like"    | 3:30    |  |
| 11. | "Magazine"             | 3:20    |  |
| 12. | "I'm Her Slave"        | 2:59    |  |
| 13. | "Going To Town"        | 3:17    |  |
| 14. | "Gentlemen"            | 4:09    |  |
| 15. | "Let Me Lie To You"    | 4:35    |  |
| 16. | "John The Baptist"     | 5:36    |  |
| 17. | "Crime Scene Part One" | 5:57    |  |
| 18. | "Faded"                | 8:23    |  |

- Faixa 1: do álbum Up in It (ver 1990 na música)
- Faixa 3, 12, 15: do álbum Congregation (ver 1992 na música)
- Faixa 8: do EP Uptown Avondale (ver 1992 na música)
- Faixas 4, 7, 10, 14: do álbum Gentlemen (ver 1993 na música)
- Faixas 13, 17, 18: do álbum Black Love (ver 1996 na música)
- Faixas: 2, 6, 9, 16: do álbum 1965 (ver 1998 na música)